# Rhynchomicropteron nudicosta
Rhynchomicropteron nudicosta är en tvåvingeart som först beskrevs av Charles Thomas Brues 1907.  Rhynchomicropteron nudicosta ingår i släktet Rhynchomicropteron och familjen puckelflugor. Inga underarter finns listade i Catalogue of Life.